# 蕭祗
蕭祗（？—？），字敬式，一字敬谟，南兰陵郡兰陵县（今江苏省常州市武进区）人，追尊梁文帝萧顺之之孙，侍中、中书令、大司马、南平元襄王萧伟第四子，南梁宗室、官员。

## 生平
萧祗年少时聪明机敏，仪容美丽，很小就有美好的声誉，天监年间，封为定襄县侯，出任东扬州刺史。当时江南社会秩序太平，政令宽和，人心松弛，只有萧祗治理严厉，萧祗的伯父梁武帝萧衍很高兴。萧祗升任北兖州刺史。侯景之乱发生后，北兖州刺史萧祗、湘潭侯萧退以及前任潼州刺史郭凤一同起兵，准备前往支援。太清三年（549年），侯景围困建康城。萧祗得知台城失守，和堂弟湘潭侯萧退一起逃亡到东魏，武定七年（549年）三月到达邺城，高澄命令魏收、邢邵接待他。萧祗历任太子少傅，兼任平阳王的老师，封清河郡公。北齐天保初年，萧祗出任右光禄大夫，兼领国子祭酒。当时梁元帝萧绎平定侯景，重新与北齐往来友好，齐文宣帝高洋想放萧祗等人回南方。很快西魏攻克江陵，萧祗就留在邺都，去世。北齐赠予中书监、车骑大将军、扬州刺史。 

## 儿子
- 蕭放

## 延伸阅读
[在维基数据编辑]
 《北齊書/卷33》，出自李百药《北齊書》
 《北史·卷029》，出自李延壽《北史》